# Бутырское сельское поселение (Воронежская область)
Бутырское сельское поселение — муниципальное образование в Репьёвском районе Воронежской области.
Административный центр — село Бутырки.

## Административное деление
В состав поселения входят 10 населенных пунктов:
- село Бутырки;
- хутор Екатериновка;
- хутор Зарослый;
- хутор Какуринка;
- хутор Ключи;
- посёлок Комсомолец;
- хутор Корнеевка;
- хутор Крестьянский;
- хутор Обрез;
- хутор Сердюки.

## Население
| 2010  | 2012  | 2013  | 2014  | 2015  | 2016  | 2017  |
| ----- | ----- | ----- | ----- | ----- | ----- | ----- |
| 1386  | ↘1377 | ↗1380 | ↘1363 | ↘1317 | ↘1275 | ↗1295 |
| 2018  |       |       |       |       |       |       |
| ↘1288 |       |       |       |       |       |       |